# ماتیو گربی
ماتیو گربی (فرانسوی: Mathieu Grébille‎؛ زادهٔ ۶ اکتبر ۱۹۹۱) بازیکن هندبال اهل فرانسه است.